# 571 г. пр.н.е.

## Събития

### В Азия

#### Във Вавилония
- Навуходоносор II (605 – 562 г. пр.н.е.) е цар на Вавилония.[1]

#### В Мидия
- Астиаг (585/4 – 550/9 г. пр.н.е.) е цар на Мидия.[2]

### В Африка

#### В Египет
- Фараон на Египет e Априй (589 – 570 г. пр.н.е.).[3]
- Около тази година Фараонът получава молба за помощ от либийците, които се сблъскват със завоевателните стремежи на гръцката колония Кирена. Априй изпраща войска, но тя претърпява поражение.[4]

### В Европа
- 25 ноември – римският цар Сервий Тулий празнува триумф за победата си над етруските (според Фасти Триумфалес).[5]